# Seinen (manga)
|  | Denne artikel handler om manga- og animebegrebet seinen, ikke at forveksle med floden Seinen. |
Seinen (青年), bogst. ung mand, er en betegnelse der i vesten især bruges om en bestemt kategori af mangaer. Navnet sigter ikke til nogen bestemt genre men derimod en målgruppe.
Målgruppen er fortrinsvis mænd i alderen 18-30 år, men seinen-mangaer, der ofte handler om forretningsfolk, henvender sig også til mænd over 40 år. Manga til drenge under 18 år betegnes shounen. Seinen-mangaer udgives som manga i øvrigt kapitelvis i magasiner som Morning, Afternoon, Young Jump og Big Comic, hvorefter de mere populære serier samles og udgives i bind. Seinen-mangaer som Monster, Eagle eller Naru Taru sælger dog generelt ikke så godt i vesten, da målgruppen for det ofte krævende indhold ikke hører de typiske købere af manga, der i stedet typisk hælder til shounen og dets modstykke shoujo.
Skrevet med andre kanji (成年) betyder Seinen voksen og bruges om hentai-manga. Det kvindelige modstykke til Seinen er josei.
| Anime eller manga | Spire Denne artikel om en anime og/eller manga er en spire som bør udbygges. Du er velkommen til at hjælpe Wikipedia ved at udvide den. |